# Коршиловка
Коршиловка (укр. Коршилівка) — село в Подволочисской поселковой общине Тернопольского района Тернопольской области Украины.
До 2020 года входило в Подволочисский район.
Население по переписи 2001 года составляло 164 человека. Почтовый индекс — 47831. Телефонный код — 3543.